# Лезгистан

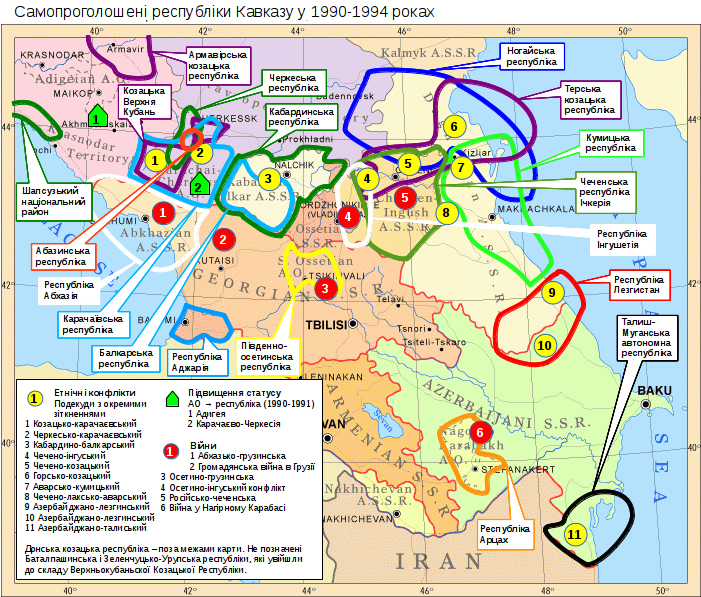
Самопроголошені республіки Кавказу на початку 1990-х

Лезгистан або Лекі (лезгин. Леӄи Lek'i) — історична область на сході Кавказу, населена лезгинами (леками), а також назва Дагестану у східних авторів. Є областю розселення частини народів лезгинської мовної групи нахсько-дагестанської мовної сім'ї.

## Історія
Лезгистан — перська назва Царства Лакз (провінція Кавказької Албанії, далі самостійне князівство), населеного народами лезгинської групи переважно предками сучасних лезгинів.
Аль-Лакз (араб. البلد الليزجين) — гірська область північніше Ширвану заселена племенами, які мусульманськими джерелами називаються лакзами (лезгинами). Захищала Ширван від загарбників з півночі.
На початку 1990-х рр.. на півночі Азербайджану, населеному лезгинами, відбувалися антиурядові виступи.

## Сучасність
У 1940-х планувалося розділення Дагестану на чотири округи — кумицький, аварський, даргинський та лезгинський.
28 вересня 1991 відбувся З'їзд уповноважених представників лезгинського народу, на якому була прийнята «Декларація про відновлення державності лезгинського народу» у формі Республіки Лезгистан.